# 奎林巴赫河
47°43′29″N 11°44′42″E / 47.724772°N 11.7451294°E
奎林巴赫河（德語：Quirinbach），是德國的河流，位於該國東南部，由巴伐利亞負責管轄，河道全長1.3公里，流經巴特維塞，發源自諾伊羅伊特山以西。